# Philippsburg
Philippsburg är en stad i Landkreis Karlsruhe i regionen Mittlerer Oberrhein i Regierungsbezirk Karlsruhe i förbundslandet Baden-Württemberg i Tyskland.
Staden ingår i kommunalförbundet Philippsburg tillsammans med kommunen Oberhausen-Rheinhausen.